# Bombarral
O Bombarral é uma vila portuguesa na histórica província da Estremadura e da região Oeste, e do distrito de Leiria, com 4 607 habitantes (2021), Integra atualmente a NUTII de Oeste e Vale do Tejo.
É sede do Município do Bombarral que tem 91,29 km² de área e 12 750 habitantes (2021), subdividido em 4 freguesias. O município é limitado a norte pelo município de Óbidos, a nordeste pelas Caldas da Rainha, a sueste pelo Cadaval e a sudoeste pela Lourinhã.

## História
Região povoada desde a Pré-História, sabe-se que no século XIV Bombarral era uma granja do Convento de Alcobaça, aparecendo no século XVIII como Terras da Rainha.
Pertenceu ao concelho do Cadaval até 1852, passando para o de Óbidos, até que em 1914, passou a ser cabeça do município, constituído pelas freguesias de Carvalhal, Roliça e Bombarral.
. A inauguração da linha férrea do Oeste, em 1 de Agosto de 1887, impulsionou o desenvolvimento agro-industrial da vila. Aquando da implantação da República, e em grande parte como agradecimento pelo forte apoio que a freguesia prestou ao movimento republicano, Bombarral ganhou independência em relação a Óbidos.
Devido à implantação da República a Igreja Matriz I (perto do local da actual Junta de Freguesia) foi queimada por republicanos, o que deu origem à construção de outra, a Igreja Matriz II.

## Geografia
A vila do Bombarral situa-se numa planície de aluvião bastante fértil orlada de outeiros pouco elevados, na margem esquerda do rio Real e a uma altitude de 50 metros.
A base da economia do município é uma agricultura minifundiária, onde se destaca o vinho, a pêra-rocha e os produtos hortícolas.

## População
| Número de habitantes | Número de habitantes | Número de habitantes | Número de habitantes | Número de habitantes | Número de habitantes | Número de habitantes | Número de habitantes | Número de habitantes | Número de habitantes | Número de habitantes | Número de habitantes | Número de habitantes | Número de habitantes | Número de habitantes | Número de habitantes |
| -------------------- | -------------------- | -------------------- | -------------------- | -------------------- | -------------------- | -------------------- | -------------------- | -------------------- | -------------------- | -------------------- | -------------------- | -------------------- | -------------------- | -------------------- | -------------------- |
| 1864                 | 1878                 | 1890                 | 1900                 | 1911                 | 1920                 | 1930                 | 1940                 | 1950                 | 1960                 | 1970                 | 1981                 | 1991                 | 2001                 | 2011                 | 2021                 |
| 4730                 | 5882                 | 7706                 | 9024                 | 9796                 | 11206                | 12669                | 14535                | 15413                | 15209                | 12807                | 13758                | 12727                | 13324                | 13193                | 12750                |

(Obs.: Número de habitantes "residentes", ou seja, que tinham a residência oficial neste município à data em que os censos  se realizaram.)
|                | 1920  | 1930  | 1940  | 1950  | 1960  | 1970  | 1981  | 1991  | 2001  | 2011  | 2021  |
| 0-14 Anos      | 3 764 | 4 184 | 4 438 | 3 884 | 3 868 | 3 485 | 3 058 | 2 284 | 1 933 | 1 768 | 1 577 |
| 15-24 Anos     | 2 255 | 2 332 | 2 662 | 2 834 | 2 289 | 2 120 | 2 016 | 1 797 | 1 684 | 1 372 | 1 228 |
| 25-64 Anos     | 4 567 | 5 302 | 6 490 | 7 624 | 7 674 | 6 585 | 6 795 | 6 299 | 6 833 | 7 004 | 6 440 |
| = ou > 65 Anos | 588   | 768   | 872   | 1 087 | 1 378 | 1 555 | 1 889 | 2 347 | 2 874 | 3 049 | 3 505 |
| > Id. desconh  | 39    | 29    | 25    |       |       |       |       |       |       |       |       |

Obs: município criado pela lei nº 123, de 28/03/1914, com lugares desanexados do município de Óbidos
De 1900 a 1950 os dados referem-se à população "de facto", ou seja, que estava presente no município à data em que os censos se realizaram. Daí que se registem algumas diferenças relativamente à designada população residente)  

## Freguesias

Freguesias do município do Bombarral.

O município de Bombarral está dividido em 4 freguesias:
- Bombarral e Vale Covo
- Carvalhal
- Pó
- Roliça

## Cultura
- Teatro Eduardo Brazão

## Turismo
A cerca de 4 km da vila localiza-se um lugar de visita quase obrigatória, trata-se do Bacalhôa Buddha Eden.
No mês  de Agosto celebra-se a Feira Nacional do Vinho e da Pêra Rocha, altura ideal para visitar  a vila e conhecer o principal produto agrícola do município.

## Galeria de imagens

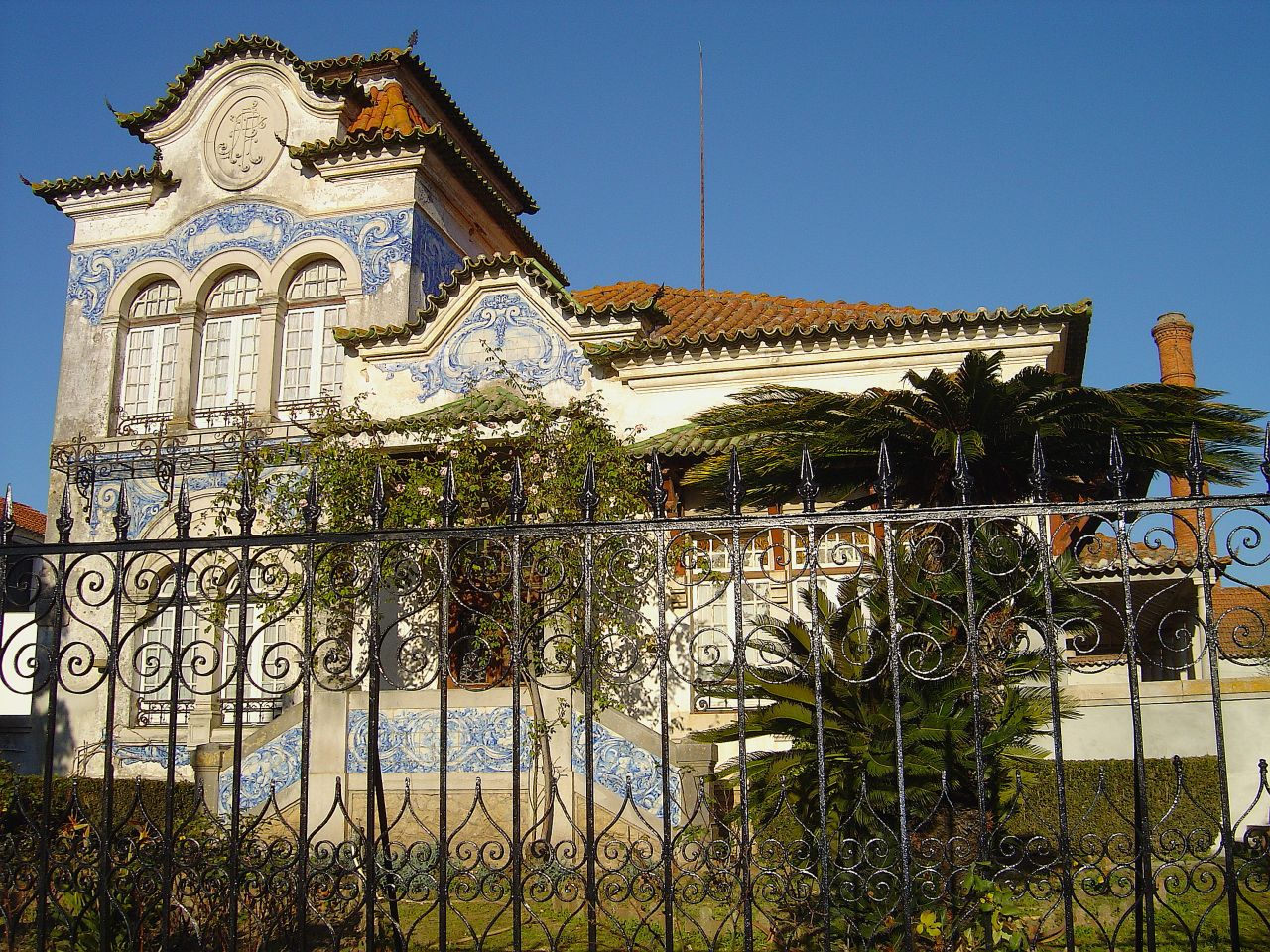
Casa Quinta das Cerejeiras
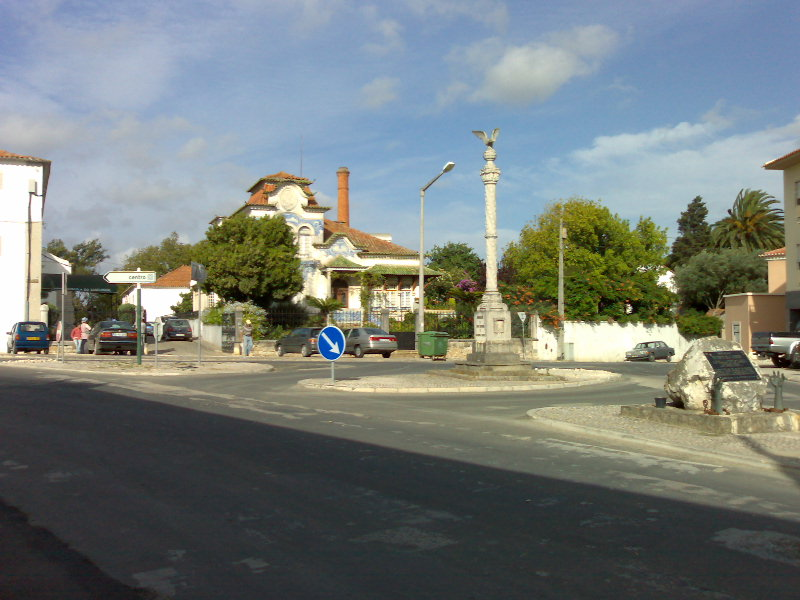
Largo dos Aviadores
Bacalhôa Buddha Eden, Quinta dos Loridos

## Política

### Eleições autárquicas[16]
| Data | %       | V       | %     | V     | %       | V       | %            | V            | %              | V          | %              | V  | %              | V   | %              | V   | %   | V   | %   | V   | %       | V       | %  | V  | Programação |                |
| Data | CDS-PP  | CDS-PP  | PS    | PS    | PPD/PSD | PPD/PSD | FEPU/APU/CDU | FEPU/APU/CDU | PCTP/ MRPP     | PCTP/ MRPP | AD             | AD | PRD            | PRD | PSN            | PSN | MPT | MPT | IND | IND | PSD-CDS | PSD-CDS | CH | CH | Programação |                |
| ---- | ------- | ------- | ----- | ----- | ------- | ------- | ------------ | ------------ | -------------- | ---------- | -------------- | -- | -------------- | --- | -------------- | --- | --- | --- | --- | --- | ------- | ------- | -- | -- | ----------- | -------------- |
| Data | 1976    | 28,62   | 2     | 24,38 | 2       | 23,51   | 2            | 17,45        | 1              | 1,87       | -              |    |                |     |                |     |     |     |     |     |         |         |    |    |             | 60,89 / 100,00 |
| 1979 | AD      | AD      | 15,72 | 1     | AD      | AD      | 18,96        | 1            |                |            | 62,26          | 5  | 67,89 / 100,00 |     |                |     |     |     |     |     |         |         |    |    |             |                |
| 1982 | 43,69   | 4       | 13,75 | 1     | 20,60   | 1       | 17,90        | 1            |                |            | 66,81 / 100,00 |    |                |     |                |     |     |     |     |     |         |         |    |    |             |                |
| 1985 | 36,23   | 3       | 12,67 | 1     | 28,06   | 2       | 15,17        | 1            | 4,86           | -          | 58,17 / 100,00 |    |                |     |                |     |     |     |     |     |         |         |    |    |             |                |
| 1989 | 21,56   | 1       | 33,30 | 3     | 32,75   | 3       | 8,95         | -            |                |            | 55,85 / 100,00 |    |                |     |                |     |     |     |     |     |         |         |    |    |             |                |
| 1993 | 21,66   | 2       | 26,14 | 2     | 29,94   | 3       | 7,16         | -            | 5,75           | -          | 5,35           | -  | 58,00 / 100,00 |     |                |     |     |     |     |     |         |         |    |    |             |                |
| 1997 | 19,44   | 1       | 21,99 | 2     | 46,15   | 4       | 8,72         | -            |                |            |                |    | 54,14 / 100,00 |     |                |     |     |     |     |     |         |         |    |    |             |                |
| 2001 | 12,80   | 1       | 18,41 | 1     | 29,32   | 2       | 10,02        | 1            | 25,95          | 2          | 59,15 / 100,00 |    |                |     |                |     |     |     |     |     |         |         |    |    |             |                |
| 2005 | 9,09    | -       | 34,92 | 3     | 40,06   | 3       | 11,04        | 1            |                |            | 59,95 / 100,00 |    |                |     |                |     |     |     |     |     |         |         |    |    |             |                |
| 2009 | 6,26    | -       | 34,54 | 3     | 49,89   | 4       | 6,39         | -            | 57,39 / 100,00 |            |                |    |                |     |                |     |     |     |     |     |         |         |    |    |             |                |
| 2013 | 11,70   | 1       | 26,51 | 2     | 40,58   | 3       | 12,80        | 1            | 51,01 / 100,00 |            |                |    |                |     |                |     |     |     |     |     |         |         |    |    |             |                |
| 2017 | PPD/PSD | PPD/PSD | 48,94 | 4     | CDS-PP  | CDS-PP  | 7,88         | -            | 1,37           | -          | 37,24          | 3  | 56,78 / 100,00 |     |                |     |     |     |     |     |         |         |    |    |             |                |
| 2021 | 5,90    | -       | 41,13 | 4     | 38,19   | 3       | 5,88         | -            |                |            |                |    | 4,69           | -   | 56,45 / 100,00 |     |     |     |     |     |         |         |    |    |             |                |

### Eleições legislativas
| Data | %     | %     | %     | %    | %     | %     | %        | %     | %    | %     | %    | %   | %       | % | %  | %  |
| Data | PS    | PSD   | CDS   | PCP  | UDP   | AD    | APU/ CDU | FRS   | PRD  | PSN   | B.E. | PAN | PSD CDS | L | CH | IL |
| ---- | ----- | ----- | ----- | ---- | ----- | ----- | -------- | ----- | ---- | ----- | ---- | --- | ------- | - | -- | -- |
| 1976 | 31,79 | 25,17 | 21,58 | 8,22 | 0,70  |       |          |       |      |       |      |     |         |   |    |    |
| 1979 | 25,97 | AD    | AD    | APU  | 1,02  | 51,79 | 12,23    |       |      |       |      |     |         |   |    |    |
| 1980 | FRS   | AD    | AD    | APU  | 0,91  | 54,92 | 11,55    | 24,73 |      |       |      |     |         |   |    |    |
| 1983 | 32,48 | 29,56 | 19,16 | APU  | 0,61  |       | 12,59    |       |      |       |      |     |         |   |    |    |
| 1985 | 20,70 | 30,68 | 15,74 | APU  | 0,58  | 10,37 | 16,23    |       |      |       |      |     |         |   |    |    |
| 1987 | 18,77 | 55,65 | 8,37  | CDU  | 0,48  | 7,92  | 3,46     |       |      |       |      |     |         |   |    |    |
| 1991 | 24,37 | 54,17 | 7,88  | CDU  |       | 6,54  | 0,69     | 1,27  |      |       |      |     |         |   |    |    |
| 1995 | 38,49 | 37,42 | 14,86 | CDU  | 0,44  | 5,65  |          |       |      |       |      |     |         |   |    |    |
| 1999 | 37,75 | 37,56 | 13,32 | CDU  |       | 6,21  | 0,45     | 1,44  |      |       |      |     |         |   |    |    |
| 2002 | 31,26 | 44,08 | 14,12 | CDU  | 5,61  |       | 1,91     |       |      |       |      |     |         |   |    |    |
| 2005 | 39,07 | 32,29 | 11,51 | CDU  | 7,03  | 4,52  |          |       |      |       |      |     |         |   |    |    |
| 2009 | 31,06 | 29,23 | 16,15 | CDU  | 7,82  | 8,29  |          |       |      |       |      |     |         |   |    |    |
| 2011 | 21,72 | 40,46 | 16,65 | CDU  | 7,85  | 4,61  | 1,32     |       |      |       |      |     |         |   |    |    |
| 2015 | 28,28 | CDS   | PSD   | CDU  | 8,44  | 8,87  | 1,41     | 42,78 | 0,61 |       |      |     |         |   |    |    |
| 2019 | 35,52 | 26,98 | 6,63  | CDU  | 6,75  | 9,16  | 2,90     |       | 1,02 | 1,52  | 0,57 |     |         |   |    |    |
| 2022 | 41,49 | 28,91 | 3,65  | CDU  | 4,43  | 4,05  | 1,21     | 0,88  | 7,76 | 4,23  |      |     |         |   |    |    |
| 2024 | 27,73 | AD    | AD    | CDU  | 30,05 | 3,57  | 4,50     | 1,61  | 2,35 | 20,18 | 4,46 |     |         |   |    |    |

## Geminações
A vila de Bombarral é geminada com a seguinte cidade:
- Nampula,  Nampula, Moçambique